# Horabailukoppa, Sorab
Horabailukoppa là một làng thuộc tehsil Sorab, huyện Shimoga, bang Karnataka, Ấn Độ.